# Athanase Jean Daniel Bakose
Athanase Jean Daniel Bakose (* 6. August 1898 in Bagdad; † 12. Januar 1983) war ein irakischer syrisch-katholischer Geistlicher, der als Erzbischof der Erzeparchie Bagdad der Syrer im Irak diente. Er war ein bedeutender Kirchenvertreter seiner Zeit und spielte eine Rolle als Konzilsvater beim Zweiten Vatikanischen Konzil.

## Leben

### Frühes Leben und Priestertum
Athanase Jean Daniel Bakose empfing die Priesterweihe am 18. Dezember 1921 und diente der syrisch-katholischen Kirche über sechs Jahrzehnte lang als Priester.

### Episkopat
Am 2. Dezember 1953 wurde Athanase Jean Daniel Bakose zum Erzbischof der syrisch-katholischen Erzeparchie Bagdad ernannt. Diese Ernennung wurde am 7. Februar 1954 offiziell bestätigt. Seine Bischofsweihe fand ebenfalls am 2. Dezember 1953 in Beirut statt. Die Weihe vollzog der Syrisch-Orthodoxe Patriarch von Antiochien Ignatius Gabriel I Kardinal Tappouni. 
Als Hauptkonsekrator bei seiner Bischofsweihe fungierte der Syrisch-Orthodoxe Patriarch von Antiochien Ignatius Gabriel I. Kardinal Tappouni, Mitkonsekratoren waren Bischof Grégoire Ephrem Jarjour und Erzbischof Iwannis Georges Stété.
Während seiner Amtszeit als Erzbischof von Bagdad, die fast 30 Jahre dauerte, war er für die seelsorgerische Betreuung und die Verwaltung der syrisch-katholischen Gemeinschaft in der irakischen Hauptstadt verantwortlich.

### Zweites Vatikanisches Konzil
Athanase Jean Daniel Bakose war ein aktiver Teilnehmer und Konzilsvater des Zweiten Vatikanischen Konzils (1962–1965). Er nahm an allen vier Sitzungsperioden teil. Seine Präsenz und Beteiligung am Konzil unterstrichen die Rolle der orientalischen Kirchen in den weltkirchlichen Diskussionen und Reformen.

### Späteres Leben und Tod
Athanase Jean Daniel Bakose verstarb im Amt am 12. Januar 1983 im Alter von 84 Jahren. Sein Nachfolger als Erzbischof von Bagdad wurde Athanase Matti Shaba Matoka.

### Bedeutung
Erzbischof Bakose war ein langjähriger und einflussreicher Hirte der syrisch-katholischen Kirche im Irak. Er war auch als Mitkonsekrator an wichtigen Bischofsweihen beteiligt, darunter die von Emmanuel III. Kardinal Delly (1963) und Erzbischof Flavien Zacharie Melki (1963). Sein Wirken und seine Teilnahme am Zweiten Vatikanischen Konzil trugen zur Stärkung der syrisch-katholischen Kirche und ihrer Rolle innerhalb der Weltkirche bei.